# Cuvry
Cuvry é uma comuna francesa na região administrativa de Grande Leste, no departamento de Mosela. Estende-se por uma área de 5,44 km². Em 2010 a comuna tinha 870 habitantes (densidade: 159,9 hab./km²).